# تیم ملی بسکتبال زنان دانمارک
تیم ملی بسکتبال زنان دانمارک، نماینده دانمارک در مسابقات بین‌المللی بسکتبال زنان است.